# 川口化学工業
川口化学工業株式会社（かわぐちかがくこうぎょう）は、東京都千代田区に本社、埼玉県川口市に本社事務所を置く化学メーカー。ゴム用薬品が売上の約6割を占める。

## 主な製品、事業
- ゴム添加剤 - 加硫剤、加硫促進剤、老化防止剤、加工助剤など
- 合成樹脂添加剤 - 酸化防止剤、重合禁止剤
- 医薬・農薬・染料・顔料中間原料 - イソチオシアネート、イミダゾール、フェノチアジン誘導体など
- 写真用薬品 - ヒドロキノン、メトール、色調安定剤
- 潤滑油用防錆剤

## 事業所
- 本社
  - 〒101-0047 東京都千代田区内神田二丁目8番4号
- 本社事務所・川口工場・研究開発部
  - 〒332-0004 埼玉県川口市領家四丁目6番42号
- 大阪営業所
  - 〒550-0005  大阪府大阪市西区土佐堀一丁目3番7号

## 関連会社
- 开溪爱（上海）貿易有限公司
  - 中華人民共和国上海市長寧区延安西路2201号 上海国際貿易中心1712室

## 沿革
- 1935年（昭和10年） - 埼玉県川口市にて、川口化学研究所創業。
- 1937年（昭和12年） - 株式会社に改組、川口化学工業株式会社設立。本社を東京の日本橋室町に置く。
- 1961年（昭和36年） - 東京証券取引所二部上場。
- 1977年（昭和52年） - 茨城県鹿島郡波崎町（現神栖市）に鹿島工場を開設（2002年（平成14年）に閉鎖）。
- 1993年（平成5年） - 本社事務所を川口市に移転。
- 1994年（平成6年） - バイエル社（独）（現ランクセス社）とゴム薬品の販売提携。
- 1997年（平成9年） - ISO9001認証取得。
- 1998年（平成10年） - 受託合成事業に参入。
- 2001年（平成13年） - 医薬用試薬の製造を開始。
- 2006年（平成18年） - ISO14001認証取得。
- 2008年（平成20年） - 上海事務所開設。
- 2010年（平成22年） - 开溪爱（上海）貿易有限公司設立。
- 2024年（令和6年） - 名古屋証券取引所メイン市場に上場。